# 北海道道87号知床公园罗臼线
北海道道87号知床公园罗臼线（日语：北海道道87号知床公園羅臼線）是一条位于北海道目梨郡羅臼町内的主要道级道路（北海道道）。

## 路線数据
- 起点：北海道目梨郡羅臼町相泊
- 終点：北海道目梨郡羅臼町礼文町（＝国道335号交点）
- 总長：24.5千米

## 经过的自治体
- 根室振兴局
  - 目梨郡羅臼町

## 主要连接道路
- 羅臼町
  - 国道334号＝本町
  - 国道335号

## 隧道
- モセカルベツ隧道（848m）
- 知圆别隧道（849m）
- 天狗岩隧道（850m）
- ざいもく岩隧道（390m）

## 历史
- 1972年2月4日 路線勘定（路線编号为736）。
- 1994年10月1日 路線编号变更。

## 其他
- 附近有相泊温泉、セセキ温泉。（仅夏季可以入浴）